# خافيير منديز (لاعب كرة قدم تشيلي)
خافيير منديز هو لاعب كرة قدم تشيلي، ولد في 6 يونيو 1949.